# 埃斯法拉延
埃斯法拉延（波斯語：‎）是伊朗的城市，位於該國東北部，由北呼羅珊省負責管轄，海拔高度1,244米，該市在易卜拉欣·阿夫沙爾管治時被徹底破壞，2010年人口55,970。